# Melitaea amanica
Melitaea amanica är en fjärilsart som beskrevs av Hans Rebel 1917. Melitaea amanica ingår i släktet Melitaea och familjen praktfjärilar. Inga underarter finns listade i Catalogue of Life.